# Ananteris mauryi
Espèce
Ananteris mauryi est une espèce de scorpions de la famille des Ananteridae.

## Distribution
Cette espèce est endémique du Brésil. Elle se rencontre dans les États du Paraíba, du Pernambouc, du Rio Grande do Norte, du Sergipe et de Bahia.

## Description
La femelle holotype mesure 24,9 mm.

## Systématique et taxinomie
Cette espèce a été décrite par Lourenço en 1982.

## Étymologie
Cette espèce est nommée en l'honneur d'Emilio Antonio Maury.

## Publication originale
- Lourenço, 1982 : « Révision du genre Ananteris Thorell, 1891 (Scorpiones, Buthidae) et description de six espèces nouvelles. » Bulletin du Muséum National d'Histoire Naturelle Section A Zoologie Biologie et Écologie Animales, sér. 4, vol. 4, no 1/2, p. 119-151 (texte intégral).